# حشره‌خوار هیتر
 حشره‌خوار هیتر (نام علمی: Crocidura erica) نام یک گونه از سرده حشره‌خوارهای دندان‌سفید است.